# Gebrüder-Lachner-Museum
Het Gebrüder-Lachner-Museum is een museum in Rain am Lech in de Duitse deelstaat Beieren. Het werd in 1989 geopend en is gewijd aan de muzikale broers Vinzenz, Franz en Ignaz Lachner. Zij werden hier alle drie geboren. Het was een muzikale familie waarvan ook nog een stiefbroer en twee zussen hun inkomen in de muziek verdienden.

## Lachner-familie
Anton Lachner (1756-1820) kreeg drie kinderen bij zijn eerste vrouw, waarvan alleen Theodor overleefde. Nadat zijn vrouw in 1797 overleed, hertrouwde hij met Maria Anna Kunz (1774–1846) met wie hij vijf muzikale kinderen kreeg. Het gaat om de volgende kinderen:
- Theodor Lachner (1795-1877), organist en muziekleraar (koninklijk hof München)
- Thekla Ritter-Lachner (1801-69), organiste (Georgskerk Augsburg) en gevraagd muzieklerares
- Franz Lachner (1803-90), componist en dirigent
- Christina Lachner (1805-58), organiste (voor de stad Rain)
- Ignaz Lachner (1807-95), componist en dirigent
- Vinzenz Lachner (1811-93), componist en dirigent

De zes muzikale kinderen traden al op jonge leeftijd op tijdens concerten die hun vader voor ze organiseerde. Hij gaf ze tijdens hun jonge jaren ook allemaal muziekles.

## Museum

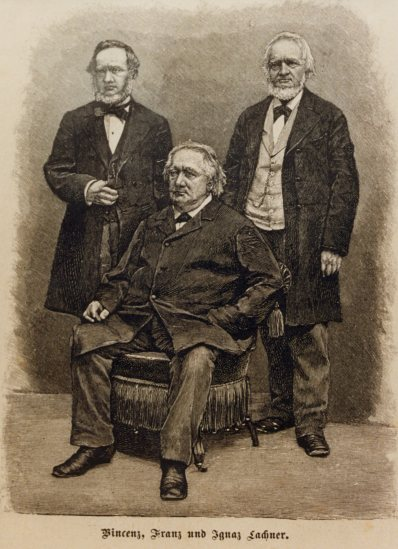
Vinzenz, Franz en Ignaz Lachner

Op initiatief van de stad Rain werd het geboortehuis van de broers en zussen in 1989 ingericht als museum. Het is feitelijk gewijd aan de drie componisten: Franz, Ignaz en Vinzenz, van wie Franz het beroemdste werd.
De familie woonde met 18 mensen in dit relatief kleine huis met vier kamers. Er stond geen toetsinstrument in het huis, waardoor de kinderen zonder geluid orgel leerden spelen. In het museum is dit uitgebeeld door muzieknoten op de muur die de kinderen op een nagebootst klavier naspeelden. Pas in het weekend konden ze hun lessen op het kerkorgel uitproberen.
Er worden documenten, muziekpapier en manuscripten getoond die inzicht geven in de muziekhistorische geschiedenis van dit gezin. Het museum kan alleen op vooraankondiging bezocht worden.